# Dynamo (sport)
Dynamo var en organisation för säkerhetsorganens idrottsföreningar i det forna östblocket.

## Östtyskland

I Östtyskland skapades Dynamo-klubbar efter sovjetiskt mönster. Klubbarna ingick i den landsomfattande idrottsorganisationen SV Dynamo, som grundades den 27 mars 1953 och var en idrottsorganisation för de östtyska säkerhetsorganen (Volkspolizei, Stasi och tullförvaltningen). Ordförande i SV Dynamo var Erich Mielke, som var chef för Stasi mellan 1957 och 1989.
De två mest kända fotbollsklubbarna inom SV Dynamo finns fortfarande: SG Dynamo Dresden och BFC Dynamo. Idag har dock ingen av klubbarna någon anknytning till polis- eller säkerhetstjänstväsendet. SG Dynamo Dresden hette innan 1953 SV Deutsche Volkspolizei Dresden och BFC Dynamo var innan 1966 en fotbollssektion i sportklubben SC Dynamo Berlin. BFC Dynamo blev ökänd genom att klubben ansågs vara Erich Mielkes favoritklubb och på grund av rykten om att matcher manipulerades av domare till fördel för klubben. BFC Dynamo vann tio raka östtyska ligamästerskap mellan 1979 och 1988. Några bevis för att domare stod under direkta intruktioner från Stasi eller att Stasi mutade domare har dock aldrig påträffats i de omfattande arkiven.
En annan fotbollsklubb inom SV Dynamo var SG Dynamo Schwerin. Klubben spelade huvudsakligen i andradivisionen DDR-Liga. Klubben bytte namn till Polizei SV Schwerin år 1990 och därefter till 1. FSV Schwerin år 1991. 1. FSV Schwerin gick upp i FC Eintracht Schwerin år 1997. FC Eintracht Schwerin var en  klubbarna som var med och bildade fotbollslaget FC Mecklenburg Schwerin som ett samarbete år 2009. Klubben slogs slutligen samman med FC Mecklenburg Schwerin och bildade fotbollsklubben FC Mecklenburg Schwerin år 2013. SG Dynamo Schwerin skulle dock komma att nybildas som en egen klubb år 2003 och har stigit genom divisionerna sedan dess.
Även ishockeyklubben Eisbären Berlin, som idag spelar i Deutsche Eishockey Liga, har en bakgrund inom SV Dynamo. Klubben var en ishockeysektion inom SC Dynamo Berlin fram till 1990 då sektionen blev ishockeyklubben EHC Dynamo Berlin, som senare bytte namn till Eisbären Berlin. Eisbären Berlin har således samma ursprung som BFC Dynamo.
De flesta Dynamo-klubbarna var idrottsklubbar med sektioner inom flera idrotter och sporter. Den största och mest framgångsrika Dynamo-klubben var SC Dynamo Berlin, med säte i Alt-Hohenschönhausen i Östberlin. Dynamo-klubbarna dominerade i Östtysklands OS-uttagningar. Dynamo-klubbarna ingick officiellt i det östtyska idrottsförbundet, men var i själva verket självständiga inom Dynamo-organisationen.

## Sverige
Dynamo har blivit ett populärt namn på amatörfotbollslag i Sverige.

## Dynamo-klubbar
- Rumänien
  - FC Dinamo București
- Ryssland (Sovjetunionen)
  - Dynamo Moskva
- Tyskland (Östtyskland)
  - BFC Dynamo
  - SC Dynamo Berlin
  - SG Dynamo Dresden
  - FSC Dynamo Eilenburg
  - SG Dynamo Eisleben
  - FSG Dynamo Frankfurt
  - SG Dynamo Fürstenwalde
  - SG Dynamo Gera
  - SG Dynamo Halle-Neustadt
  - SG Dynamo Hohenschönhausen
  - SC Dynamo Hoppegarten
  - SC Dynamo Klingenthal
  - SG Dynamo Luckenwalde
  - SG Dynamo Potsdam
  - SG Dynamo Rostock-Mitte
  - SG Dynamo Schwerin
  - SG Dynamo Weißwasser
  - SG Dynamo Wismar
  - SG Dynamo Zinnwald
- Ukraina (Sovjetunionen)
  - Dynamo Kiev
- Vitryssland (Sovjetunionen)
  - FK Dinamo Brest
  - Dynamo Minsk
- Georgien (Sovjetunionen)
  - Dynamo Tbilisi